# Sankt Görans grekisk-ortodoxa katedral, Hartford
Sankt Görans grekisk-ortodoxa katedral (engelska: St. George Greek Orthodox Cathedral) är en grekisk-ortodox katedral belägen i staden Hartford, i delstaten Connecticut i regionen New England, i nordöstra USA.
Kyrkan är helgad åt den romerske martyren, soldaten och helgonet Sankt Göran.

## Historik
Sankt Görans grekisk-ortodoxa katedral i Hartford började byggas den 17 september 1961. Katedralen invigdes den 12 och 13 oktober 1968.
De första sakramenten som genomfördes i katedralen var dopet av Efstathios Manousos och giftermålet av Persephone Wallace och Robert Edward Banker den 17 april drygt två år innan byggnaden invigdes.

## Bilder

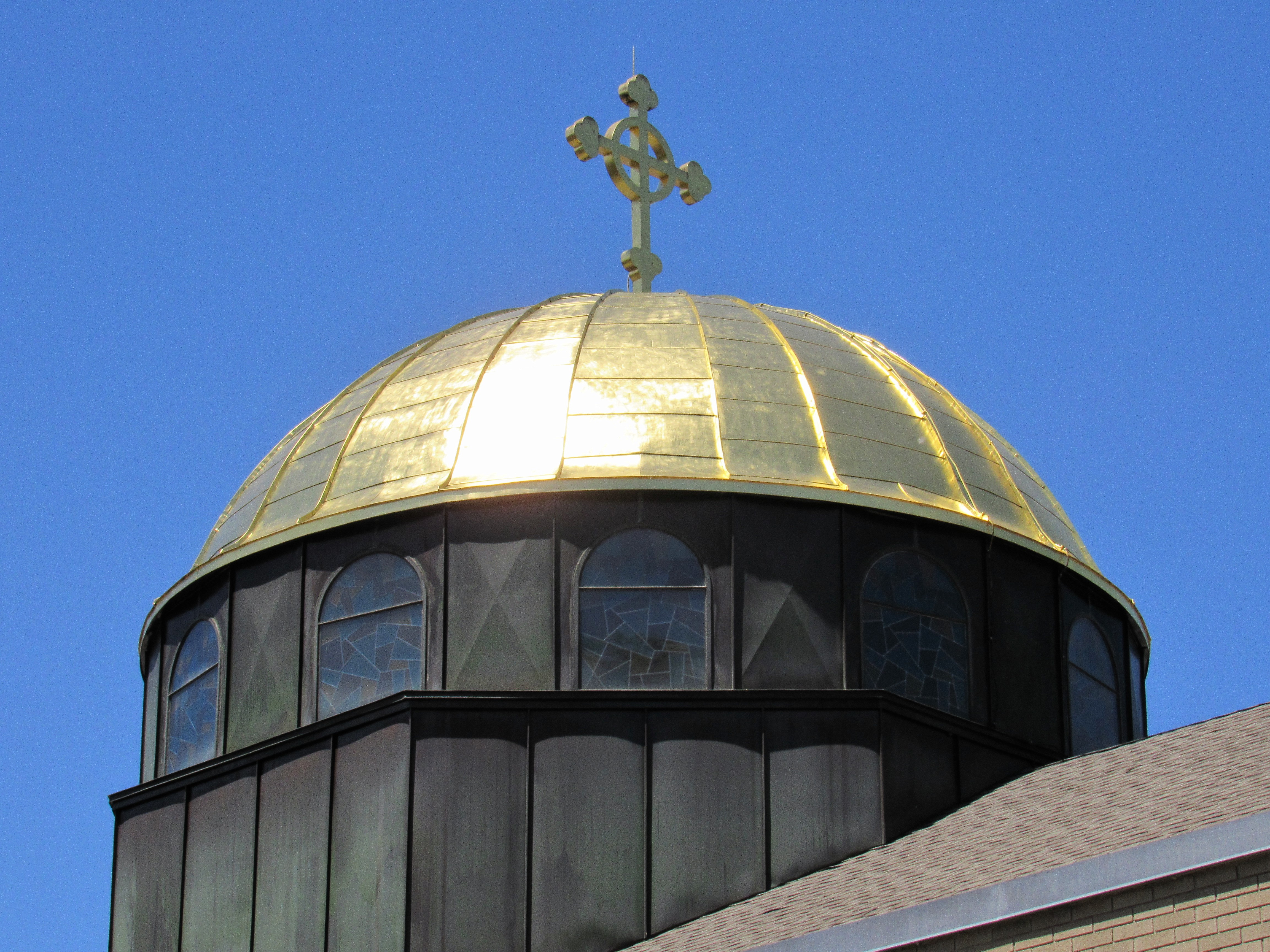
Närmare bild på en avkupolerna.
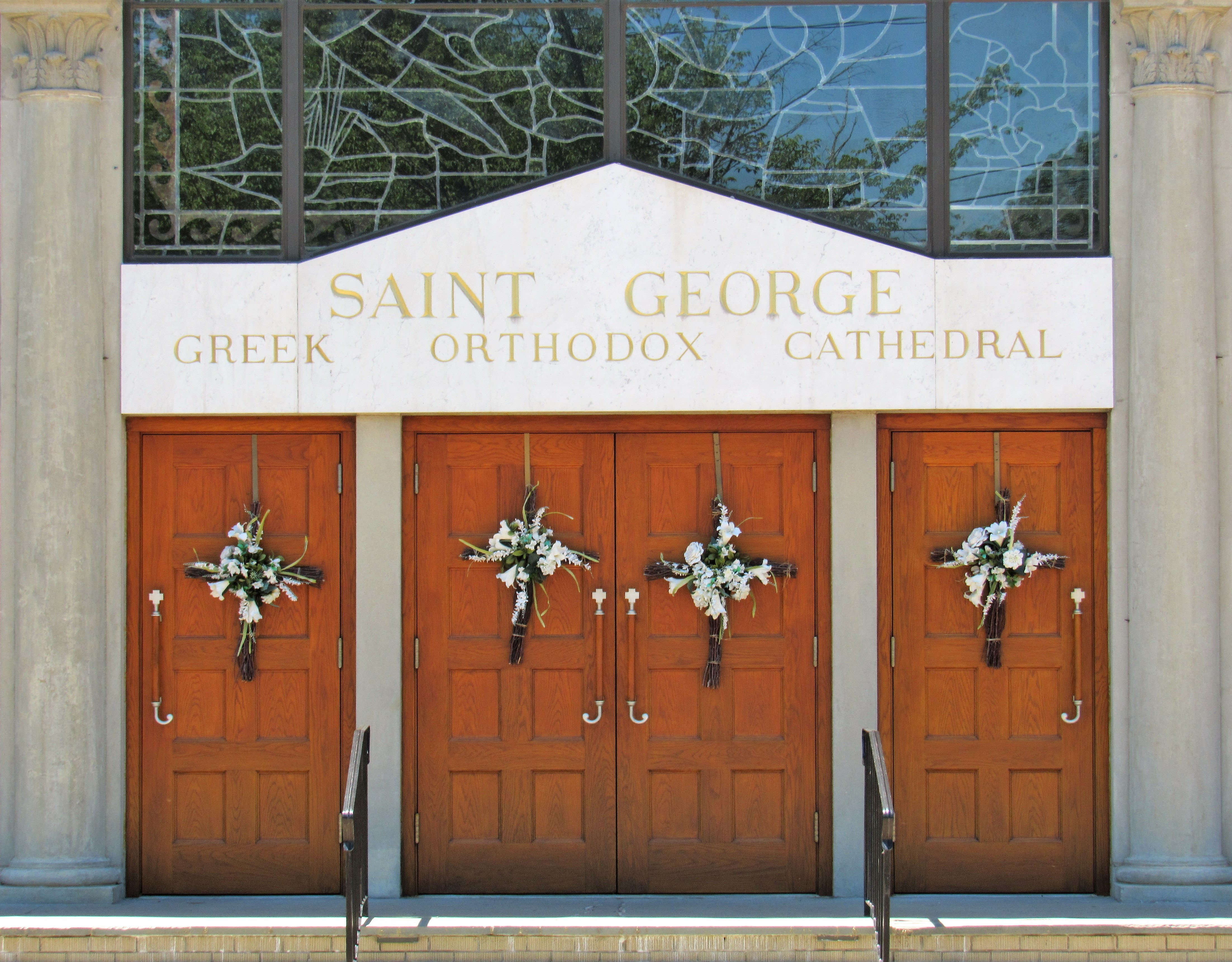
Entrén.